# Rafael Jorge Corvalán
Rafael Jorge Corvalán fue un abogado y periodista argentino, ligado a la denominada generación de Mayo o Generación del 37.

## Biografía
Rafael Corvalán
Nació en Buenos Aires el 23 de abril de 1809, hijo del general Manuel Corvalán Sotomayor, futuro edecán de Juan Manuel de Rosas y de Benita Merlo y Basavilbaso.
Fue becado por el gobierno para sus estudios en el Colegio de Ciencias Morales, donde tuvo entre otros compañeros a Juan Bautista Alberdi (becado por Tucumán) y Miguel Cané, con quienes continuó estudios de jurisprudencia en la Universidad de Buenos Aires.
En 1835 participó de la Asociación de Estudios Históricos y Sociales y en 1837 del Salón Literario.
A finales de julio de ese año publicó El Semanario de Buenos Ayres, "periódico puramente literario y socialista, nada político". En noviembre, con Alberdi como jefe de redacción, editó La Moda, "gacetita semanaria de música, de poesía, de costumbres, de modas...dedicada al bello mundo federal". Rosas cerró preventivamente el periódico, permitiéndoles gracias a la influencia de su padre una edición final el 27 de abril de 1838.
Corvalán colaboró posteriormente en El Iniciador, editado en Montevideo y opositor a Rosas.
Se doctoró en jurisprudencia en 1839. Ese año se intentó involucrarlo en la conspiración de Maza, sin haberse probado participación alguna.
El 29 de noviembre de 1843 su esposa Candelaria del Cerro Roo compró una chacra de 26 cuadras cuadradas en el barrio de Belgrano, en lo que se conoció entonces como "barranca de Corvalán". Aún hoy se conserva la casa de estilo colonial que construyó y habitó el matrimonio, donde se encuentra el Club Belgrano, en la manzana comprendida entre Av.Luis María Campos, La Pampa, Arribeños y José Hernández. Tras la caída de Rosas, en 1860 actuó como juez de paz en Belgrano, creado recientemente como pueblo. 
Tuvo nueve hijos: Rafael Nicolás, Benito, Julio Felipe, Miguel, Jorge, José María, Ventura, Candelaria y Carmen.
Tras el fallecimiento de su esposa, Corvalan dispuso la división de los terrenos en lotes y diseñó las futuras calles, lo que tiempo después motivaría un juicio contra la Municipalidad, la que se apoderó del trazado de esas calles.